# Backhausz Richárd
Backhausz Richárd (Budapest, 1920. május 3. – Budapest, 1971. szeptember 27.) magyar orvos, immunológus, az orvostudományok kandidátusa (1959), az orvostudományok doktora (1969).

## Életpályája
1938-ban érettségizett a budapesti Szent László Reálgimnáziumban. A Budapesti Tudományegyetem Orvostudományi Karán folytatott tanulmányai után 1944-ben avatták orvosdoktorrá. 1940–1944 között a Pázmány Péter Tudományegyetem Szövettani és Fejlődéstani Intézetének demonstrátora és gyakornoka volt. 1944–1946 között a második világháború végén katonai szolgálatot teljesített az 1. sz. majd a 11. sz. helyőrségi kórházban; majd francia hadifogságban volt. 1946–1948 között a Phylaxia Állami Oltóanyagtermelő Intézet Embergyógyászati Főosztályának beosztott orvosa volt. 1948–1951 között a Szérum Osztály osztályvezető-helyettese, 1951–1952 között osztályvezetője, 1952–1954 között főosztályvezetője volt. 1953-ban laboratóriumi szakorvosi vizsgát tett. 1954–1971 között az Embergyógyászati Főosztályból önállósult Humán Oltóanyagtermelő és Kutató Intézet tudományos igazgató-helyettese volt. 1962–1966 között a Magyar Tudományos Akadémia Antropológiai Bizottsága tagja volt.

## Munkássága
Munkatársaival kidolgozta az emberi anti-Rh szérumokat, az antiglobulin szérumot, a koncentrált vörheny-toxint, valamint az immunkémiai reakciók egész sorát. Fontos szerepe volt az antitoxikus szérumok tisztításában, koncentrálásában, a humán immunoglobulin előállításában. Kutatásai az immunológiai embertan művelésében jelentősek. Több tudományos közleménye, könyvfejezete jelent meg, így Rajka Ödön Allergie című művében a szerológiai, Petrányi Gyula Autoimmunbetegségek című kötetében az Immunoglobulinok fejezetet írta.

## Családja
Szülei Backhausz Oszkár nyomdász és Jurák Ilona (1896–1972) fehérnemű-varrónő voltak. Édesanyjának villamosbaleset következtében egyik lábát amputálták. 1950-ben házasságot kötött Hartmann Emmával (1925–1985). Gyermekeik: Beáta (1950–), Cecília (1951–2020), Marianna (1953–) és László (1958–).
Sírja a Farkasréti temetőben található.

## Művei
- Rh-ellenanyagtermelés patkányon (Orvosi Hetilap, 1949)
- Adatok a hidegagglutininek előfordulásához rheumás és tuberkulotikus betegekben (Balás Bélával, Vajda Gyulával; Orvosi Hetilap, 1950. 47.)
- Anti-Rh-savók citotropikus hatása (Vajda Gyulával; Kísérletes Orvostudomány, 1951)
- Adatok újszülöttek és csecsemők haemagglutinin képzéséhez (Révész Klárával, Vincze Istvánnal; Gyermekgyógyászat, 1952)
- Individual Differences in Fibrin Retraction in Connexion with Sexes (Komán Andrással). – The Frequency of Occurrence of the Secretor Character in Hungary (Deák Mártával). (Annales Historico-Naturales Musei Nationalis Hungarici, 1952)
- A szöveti kezelés antigénhatása (Vajda Gyulával, Vidra Gyulával; Orvosi Hetilap, 1953. 5.)
- AB0-incompatibilitás okozta magicterus esetek (Révész Klárával, Vincze Istvánnal) – Csecsemőkori szerzett haemolyticus anaemia esete autoagglutinatióval (Révész Klárával, Vincze Istvánnal) – Adatok az újszülöttkori haemolyticus betegség klinikumához (Ivády Gyulával, Neubauer Györggyel; Gyermekgyógyászat, 1953)
- Nachweis der Antispermine mit Hilfe der zytotropischen Reaktion (Vajda Gyulával) (Annales Historico-Naturales Musei Nationalis Hungarici, 1954)
- Skarlatina antitoxin kimutatása emberi vérsavóban szemiszolid közegben végzett precipitációs reakcióval (Kamarás Jánossal, Osztovics Magdával; Gyermekgyógyászat, 1954)
- Studies in Haemolytic Disease of the Newborn (Neubauer Györggyel; Acta Microbiologica, 1954)
- A Rhesus-vércsoport-vizsgálatok gyakorlati jelentősége. – Szérumbetegség, szérumshock (Gyógyszereink, 1955)
- Az antitoxikus immunitás alakulásáról penicillinnel kezelt skarlátbetegeknél (Kamarás Jánossal, Székely Áronnal; Orvosi Hetilap, 1955. 2.)
- A gamma-globulin előállítása, fizikokémiai és immunitástani tulajdonságai (Richter Péterrel; Orvosi Hetilap, 1955. 31.)
- Az újszülöttkori haemolyticus betegség felismerésére szolgáló újabb szerológiai tapasztalataink (Neubauer Györggyel; Orvosi Hetilap, 1956. 32.)
- Szerológiai vizsgálatok essentialis pulmonalis haemosiderosisban (Steiner Bélával; Gyermekgyógyászat, 1957)
- A géldiffúziós antigénanalízis (Kandidátusi értek. Budapest, 1959)
- Gammaglobulin-hiány. Agammaglobulinaemia. Ismétlődő bakteriális tüdőfertőzések és bronchiektasia gyermekkorban (Koltay Miklóssal; Magyar Belorvosi Archívum, 1959)
- Ismétlődő agranulocytosissal járó gyermekkori agammaglobulinaemia esete (Gyermekgyógyászat, 1959)
- Adatok a staphylogen sensibilisatióhoz. Nyulak kísérleti sensibilisatiója komplex staphylococcus antigénnel (MTA Biológiai és Orvosi Tudományok Osztálya Közleményei, 1959)
- Adatok coccogen ekzemiás betegeke staphylococcus-anatoxin kezeléséhez. (Orvosi Hetilap, 1959. 4. németül: Über die Behandlung von kokkogen Ekzemkranken mittels Staphylococcus Anatoxin. Acta Allergologica, 1959)
- A properdin rendszer (Orvosi Hetilap, 1959. 21.)
- Serologie. (Allergie und allergische Erkrankungen. I. kötet. Szerk. Rajka Ödön. Budapest, 1959; orosz nyelvű átdolgozott kiadás. Budapest, 1966)
- Kísérletes tárolásos reticulosis szérumfehérje változásainak immunkémiai vizsgálata. (MTA Biológiai és Orvosi Tudományok Osztálya Közleményei, 1960)
- Hyperglobulinaemic Purpura Associated with Splenomegalic Cirrhosis in Childhood (Osztovics Magdával, Szamosi Józseffel; Acta Paediatrica, 1960)
- Az anya–magzati vércsoport-inkompatibilitás jelentősége koraszülöttekben (Kiss Péterrel, Wohlmuth Gertrúddal; Gyermekgyógyászat, 1961; angolul: Acta Paediatrica, 1961)
- A latex-agglutinációs próba jelentősége májbetegségekben (Dóbiás Györggyel, Szécsey Györggyel; Orvosi Hetilap, 1961)
- Immunhaematológia és immunkémia. (Klinikai laboratóriumi diagnosztika. 3. kiadás. Szerkesztette: Bálint Péter. Budapest, 1962)
- Serobacteriológia (A modern gyógyszeres terápia veszélyei. Budapest, 1962)
- The Immunglobulins (Therapia Hungarica, 1962; francia és német nyelven is)
- Immunological Examination of Staphylococcal Toxoids. (Proceedings of the Third Congress of the Hungarian Microbiologists. Budapest, 1962)
- Allergológiai és immunológiai vizsgálatok Staphylococcus-anatoxinnal ekzémás betegeken (Bőrgyógyászati és Venerológiai Szemle, 1962; németül: Acta Allergologica, 1962)
- Neuere Untersuchungen über die Beziehungen der Serumeiweisstoffe und Antikörper. – Immunofluorescence and Passive Haemagglutination in Infantile Enterocolitis. (Acta Microbiologica, 1963)
- Gyökérfehérjék szerológiai vizsgálata (Fejérné Kossey Olgával; Botanikai Közlemények, 1963)
- Immunfluorescens és passzív haemagglutinatios vizsgálatok gyermekkori enterocolitisekben (Orvosi Hetilap, 1963. 21.)
- Immunopathiák szerológiai diagnózisa (Orvosi Hetilap, 1963. 34.)
- A Waldenström-féle makroglobulinaemia (Ritka kórképek. Szerkesztette: Braun Pál. Budapest, 1964)
- Antiglobulin szérumok immun-elektroforézises vizsgálata (Haematologia Hungarica, 1964)
- Kryoglobulinaemia Waldenström-makroglobulinaemiában (Magyar Belorvosi Archívum, 1964)
- Beta2A-globulin izolált hiánya részleges ellenanyag-hiányos állapotban (Orvosi Hetilap, 1964. 21.)
- The Immungrams of Normal and Pathologic Human Sera (Merétey Katalinnal). – Testing by Specific Immune Sera of Human and Animal Immune Globulin (Bátory Gabriellával). – Immunochemical Study of Proteohormones (Bátory Gabriellával, Merétey Katalinnal). (Proceedings of the Fourth Congress of the Hungarian Microbiologists. 1964. Szerkesztő is. Budapest, 1966)
- Az immunhaematológiai kutatások időszerű kérdései (Orvosképzés, 1965)
- Diftéria antitoxintermelés céljából hiperimmunizált lovak immunválaszainak biometriai elemzése (Biológiai Közlemények, 1965)
- Immunodiffusion und Immunoelektrophorese. Grundlagen, Methoden und Ergebnisse. Monográfia. (Budapest–Jéna, 1967)
- Neuere Anschauungen bezüglich der Diagnose und der Therapie der Plasmozytoms (Patakfalvy Alberttel; Acta Medica, 1967)
- A zinksulfát zavarossági fehérjepróba jelentősége az immunopathiák felismerésében (Horányiné Sárfy Erzsébettel; Rheumatologia – Balneologia – Allergologia, 1967)
- Principles and Some Applications of the Immunogram (Lajos Judittal, Merétey Katalinnal) – Immunochemical Examination of Soluble Antigens of Human Myocardium (Kerkovits Gyulával) (Acta Microbiologica, 1967)
- Immundiffúziós és immunelektroforézises módszerek (Lajos Judittal; A biokémia modern módszerei. 2. Budapest, 1968)
- Az immunológiai kutatások mai állása. – A gammaglobulin preventív hatásának elbírálása koraszülöttek infekcióinak megelőzésében. – Intravénás gammaglobulin terápiás-profilaktikus alkalmazása agammaglobulinaemiás betegben. (Magyar Pediáter, Kongresszusi különszám, 1968)
- A gammaglobulin preventív hatásának elbírálása koraszülöttek infekcióinak megelőzésében (Boda Domokossal, Veress Ilonával. – Az immunológiai kutatások időszerű kérdései (Gyermekgyógyászat, 1968)
- Plasmocytomához társult antitesthiány-szindróma (Lajos Judittal, Patakfalvy Alberttel; Orvosi Hetilap, 1968. 4.)
- A plasmocytoma diagnózisának és therápiájának újabb szempontjai (Patakfalvy Alberttel; Orvosi Hetilap, 1968. 9.)
- Az immunglobulin-kutatás aktuális kérdései (Orvosi Hetilap, 1968. 41.)
- A normális és a kóros gamma-globulinok összehasonlító immunológiai és immunokémiai vizsgálata. Doktori értek. (Budapest, 1968)
- Keringő ellenanyagok és immunglobulinok vizsgálata anyák és újszülötteik vérsavójában (Gyermekgyógyászat, 1969)
- A Bence–Jones – IgU – plasmocytoma három hazai esete (Orvosi Hetilap, 1969. 16.)
- IgA-hiányos állapotok csecsemő- és gyermekkorban (Gyermekgyógyászat, 1970)
- IgU-paraproeinaemia (Orvosi Hetilap, 1971. 1.)
- Radioimmun vizsgálatok diagnosztikus szerepe pajzsmirigy-betegségekben (Merétey Katalinnal, Torgyán Sándorral; Orvosi Hetilap, 1971. 48.)
- Plazmafehérjék mennyiségi meghatározása tárgylemez módszerrel (Lajos Judittal, Veres Judittal; Kísérletes Orvostudomány, 1972)
- Lélegeztetett betegek fertőzéses szövődményei és immunológiai reakciójuk néhány jellemzője (Orvosi Hetilap, 1972. 3.)
- Természetes ellenanyagok szintváltozása lélegeztetett betegek fertőzéses szövődményei során (Orvosi Hetilap, 1972. 31.)
- Waldenström-féle macroglobulinaemia és cirrhosis hepatitis együttes előfordulása (Orvosi Hetilap, 1972. 46.)
- Krónikus lymphoid leukaemia klinikai manifesztációját négy évvel megelőző makrokryoglobulinaemia (Orvosi Hetilap, 1973. 10.)
- Autoimmun betegségek (Budapest, 1974)

## Díjai, elismerései
- Érdemes orvos (1956)
- a Munka Érdemrend ezüst fokozata (1964)

## Emlékezete
- Tiszteletére a Magyar Immunológiai Társaság Backhausz Richárd-emlékérmet alapított
- Gödöllőn emlékszobrot állították fel tiszteletére.